# Sanys evanescens
Sanys evanescens är en fjärilsart som beskrevs av William Schaus 1901. Sanys evanescens ingår i släktet Sanys och familjen nattflyn. Inga underarter finns listade.